# Ganggrab von Farum

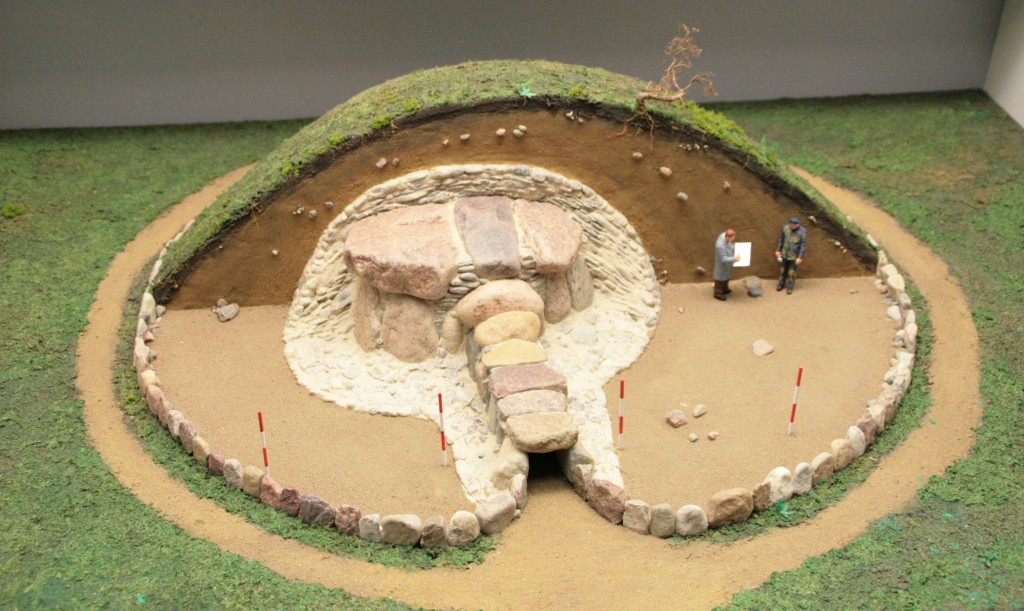
Ganggrabmodell

Das Ganggrab von Farum [ˈfɑːʀom] (auch Grettes Høj oder Gretteshøj genannt) liegt südwestlich des Ortes Farum, unweit des Farum Sø (See) in der Kommune Furesø, in der Region Hovedstaden auf der dänischen Insel Seeland. Das Ganggrab stammt aus der Jungsteinzeit etwa 3500–2800 v. Chr. und ist eine Megalithanlage der Trichterbecherkultur (TBK).
Das bis zur Unterkante der Decksteine im Hügel verborgene Ganggrab (dänisch Jættestue –  Riesenstube) besteht aus zehn Tragsteinen und drei Decksteinen. Der Gang besteht aus zwei Tragsteinpaaren und zwei Decksteinen. Der etwa 1,75 m hohe, etwas konturlose Hügel misst etwa 3,1 m × 12,5 m. Auf der Südseite führt ein eingetiefter ost-west-orientierter Fußweg über den Hügel.
Südlich liegen die Dolmen im Ryget Skov.